# 萬象 (嘉靖進士)
萬象（1480年—？年），字拱辰，江西饶州府餘干縣人，明朝政治人物。

## 生平
治《春秋》，行十二，由國子生中式嘉靖元年壬午科（1522年）江西鄉試第一百十一名舉人，年四十四歲中式嘉靖二年（1523年）癸未科會試第二百七十五名，第二甲第二十八名進士。

## 家族
曾祖萬彦斌。祖父萬福安。父萬璋。母张氏。永感下。兄冠、憲、盖、寵、寀、弟守、容。